# ジェンキンス委員会
ジェンキンス委員会（ジェンキンスいいんかい、1977年1月6日 - 1981年1月6日）は、ロイ・ジェンキンスを委員長とする欧州委員会。

## 業績
ジェンキンス委員会はオルトリ委員会の後を受けて発足、トルン委員会に引き継がれた。経済成長が停滞しエネルギー価格が上昇していながらも、ジェンキンスは1977年から経済通貨統合の進展を取り仕切り、1979年には欧州通貨制度が導入され、これは後の単一通貨ユーロにつながっていく。またジェンキンスは共同体の代表として主要国首脳会議に出席した最初の委員長となった。

## 委員
| 担当分野                                | 委員                             | 出身国         | 所属政党              |
| --------------------------------------- | -------------------------------- | -------------- | --------------------- |
| 委員長                                  | ロイ・ジェンキンス               | イギリス       | Labour                |
| 税制、消費者保護、運輸担当              | リチャード・バーク               | アイルランド   | フィネ・ゲール        |
| 副委員長 対外関係                       | ヴィルヘルム・ハファーカンプ     | 西ドイツ       | SPD                   |
| エネルギー、研究・科学担当              | グイード・ブルナー               | 西ドイツ       | FDP                   |
| 競争担当                                | レイモンド・ヴォーエル           | ルクセンブルク | Social Workers' Party |
| 域内市場、関税同盟、産業担当            | エティエンヌ・ダヴィニョン       | ベルギー       | 無所属                |
| 副委員長 雇用・社会問題担当             | ヘンク・フレデリング             | オランダ       | PvdA                  |
| 副委員長 農業・漁業担当                 | フィン・オラフ・グンデラック     | デンマーク     |                       |
| 副委員長 経済・通貨問題、融資・投資担当 | フランソワ＝グザヴィエ・オルトリ | フランス       | Gaullist              |
| 開発担当                                | クロード・シェイソン             | フランス       | Socialist Party       |
| 地域政策                                | アントニオ・ジョリッティ         | イタリア       | PSI                   |
| 副委員長 拡大、環境、原子力安全担当     | ロレンツォ・ナタリ               | イタリア       | Christian Democrat    |
| 予算・金融監督・金融制度担当            | クリストファー・チューゲンハット | イギリス       | Conservative Party    |

### 委員の政治傾向
上記表中を色で分けているのは各委員の政治傾向を示す。それぞれ以下の通りである。
| 政治傾向     | 委員の数 |
| ------------ | -------- |
| 右派・保守   | 4        |
| リベラル     | 1        |
| 左翼・革新   | 6        |
| 不明・無所属 | 2        |